# North Huish
North Huish is een civil parish in het bestuurlijke gebied South Hams, in het Engelse graafschap Devon. In 2001 telde het civil parish 360 inwoners. North Huish komt in het Domesday Book (1086) voor als 'Hewis'. De civil parish telt 38 monumentale panden.